# Elnur Ajadov
Elnur Ajadov –en ucraniano, Ельнур Ахадов– es un deportista ucraniano que compitió en piragüismo en la modalidad de aguas tranquilas. Ganó dos medallas de bronce en el Campeonato Europeo de Piragüismo, en los años 2014 y 2015, ambas en la prueba de C4 1000 m.

## Palmarés internacional
| Campeonato Europeo | Campeonato Europeo       | Campeonato Europeo | Campeonato Europeo |
| Año                | Lugar                    | Medalla            | Competición        |
| ------------------ | ------------------------ | ------------------ | ------------------ |
| 2014               | Brandeburgo (Alemania)   | Medalla de bronce  | C4 1000 m          |
| 2015               | Račice (República Checa) | Medalla de bronce  | C4 1000 m          |